# Rally Cataluña
El Rally Cataluña (originalmente y en catalán Rally Catalunya), oficialmente RallyRACC Catalunya-Costa Daurada (Rally de España), es una prueba automovilística de rally que se disputa anualmente en Cataluña, en el nordeste de España, desde el año 1957 y organizado por el RACC. Era puntuable para el Campeonato Mundial de Rally desde 1991 hasta 2022 y fue puntuable para el Campeonato de España de Rally desde 1973 hasta 2000 y para el Campeonato de Europa de Rally desde 1980 hasta 1990.
También ha sido puntuable los campeonatos paralelos del Campeonato del Mundo. Para el Campeonato Mundial de Rally Junior (2001-2010, 2012-2013), para el WRC3, anteriormente Campeonato de Producción (1991-1993, 1995-2001, 2011-2014) y para el WRC2, inicialmente Campeonato Super 2000, desde 2012.
Los pilotos españoles y franceses son los grandes dominadores de la prueba donde se han impuesto en treinta y nueve ocasiones. El equipo Citroën fue imbatible en Cataluña desde 2005 hasta 2012 con Sébastien Loeb, que venció en ocho ocasiones de manera consecutiva y con tres automóviles diferentes. Los pilotos franceses con diecinueve victorias lograron además el doblete en tres ocasiones: 1999, 2001 y 2003. Por marcas, Citroën es la que cuenta con más triunfos con nueve (1999, 2005-2013), seguida de Lancia con ocho (1976, 1983, 1985-1990).
La organización es una de las más profesionales del Mundial, donde más de 3000 personas trabajan para llevarla a cabo. El rally se disputó íntegramente en asfalto, salvo en las primeras ediciones y a partir de 2010, en la que se recuperaron los tramos de tierra. La prueba tiene tramos diversos, rápidos y en asfalto con buen firme y era hasta su eliminación junto al Montecarlo, Alemania y Alsacia los únicos del mundial que se disputaban sobre esta superficie.

## Historia
La prueba es heredera de la «Volta a Catalunya», prueba que se organizó entre 1916 y 1920. Se recuperaría en 1954 hasta 1956, y al año siguiente recibiría el nombre de «Rally Catalunya». Esa primera edición se celebró del 28 al 30 de abril de 1957 y la organización, el RACC, transformó la prueba llamándola "rally", puesto que el término volta estaba en desuso. Creó un itinerario con cinco puntos de partida, al estilo del Rally de Montecarlo de la época. Estas salidas eran: Madrid, Valencia, San Sebastián, Andorra y Barcelona. Los pilotos se reencontraron en Zaragoza y se dirigieron a Barcelona, tras pasar por otras localidades, donde disputaron varias pruebas de aceleración, habilidad y frenado en Montjuic, al lado del estadio. 104 equipos tomaron la salida y los ganadores fueron el equipo formado por Sebastiá Salvadó y Guillen Bas "Milano" a bordo de un Alfa Romeo 1975. En las ediciones siguientes vencieron: Luciano Eliakin en 1958 con un Saab 93, Alex Soler-Roig en 1959, piloto que llegó a competir en la Fórmula 1, Max Hohenlohe con un BMW 700 en 1960, modelo de automóvil que sumaría dos victorias más en las ediciones posteriores. 
La sexta edición se celebró del 2 al 3 de junio de 1962 bajo el nombre de VI Rallye Cataluña - XIII Vuelta a Cataluña. Se disputó en dos etapas combinando parte de recorrido, tramos y pruebas de habilidad como subidas en cuesta o slalom. Colaboraron en la organización el RAC de Cataluña, Automóvil Club el Rosellón, Real Automóvil Club de España, Real Moto Club de Cataluña y Peña Motorista Barcelona. La primera etapa se inició a las once y cuarto de la noche con una prueba de velocidad en cuesta. Cruzó por diferentes localidades de Cataluña, como Cavá, Martorell, Tarrasa, San Feliu de Codinas, San Celoni, Montseny, Tona, Vich, Ripoll, entre otras, para finalmente adentrarse en Francia por Bourgmadame. Esa parte especialmente montañoso, cruzó las localidades de Mont Louis, Col de Milleres, Col de Jau, Anglés, Font Romue para recalar en Andorra y finalmente regresar a Barcelona con una prueba de slalom en Montjuich. La segunda etapa contó con un recorrido de 426,5 km, menos exigente que la primera y sin tramos nocturnos. De los 45 inscritos partieron 37 de Barcelona y finalmente solo 24 cruzaron la meta. Entre los participantes se encontraban automóviles de las marcas: Jaguar, Austin-Haley, Lotus, MG, Alfa Romeo, Saab o Renault.
Dejó de organizarse entre 1965 y 1972 sustituido por el Rally Barcelona-Andorra, prueba organizada por el propio RACC y el A.C. Andorra. Se recuperó en 1973 absorbiendo el Rally de las Cavas, prueba puntuable para el campeonato de España y que sufría algunos problemas, por lo que hasta 1983 mantuvo el nombre de Rallye Catalunya-Rallye de les Caves. En esos años vencieron varios pilotos que se adjudicaron también el título nacional como: Salvador Cañellas (1973), Antonio Zanini (1975, 1977, 1978, 1980, 1982) o Jorge de Bagration (1976).

### Campeonato de Europa
En 1980 el rally entró por primera vez en el calendario del Campeonato de Europa de Rally con coeficiente 1, el menor de la categoría. Ese mismo año el ganador fue Antonio Zanini que sumó su cuarta victoria en la prueba en esa ocasión con el Porsche 911 SC. El rally se mantuvo así durante siete años, formando parte del calendario nacional y del continental y en 1983 venció Adartico Vudafieri, la primera victoria de las cuatro que lograrían los italianos en la prueba.

### Fusión:Rally Catalunya-Costa Brava
En los años 1980, en Cataluña también se disputaba el Rally Costa Brava, prueba organizada por la Penya Motorista, valedero para el campeonato de Europa y de España y que contaba con el máximo coeficiente en el certamen continental. Además de esto contaba con el apoyo de Lloret de Mar pero no con tantos recursos económicos como el Rally Cataluña. Con esta situación ambas organizaciones decidieron fusionar las pruebas manteniendo el carácter mixto y las ediciones del Cataluña y la base en Lloret del Costa Brava. De esta manera nació en 1988 Rally Cataluña-Costa Brava. Durante los tres primeros años la nueva prueba siguió formando parte del Campeonato de Europa de Rally. Los ganadores de esas ediciones fueron los Lancia Delta de Bruno Saby, Yves Loubet y Dario Cerrato, respectivamente. 1990 fue el último año en puntuar para el campeonato europeo y coincidió con la proclamación como campeón del mundo del piloto español Carlos Sainz que impulsó de manera importante a la prueba para a lograr la puntuabilidad en el mundial.

### Campeonato del Mundo

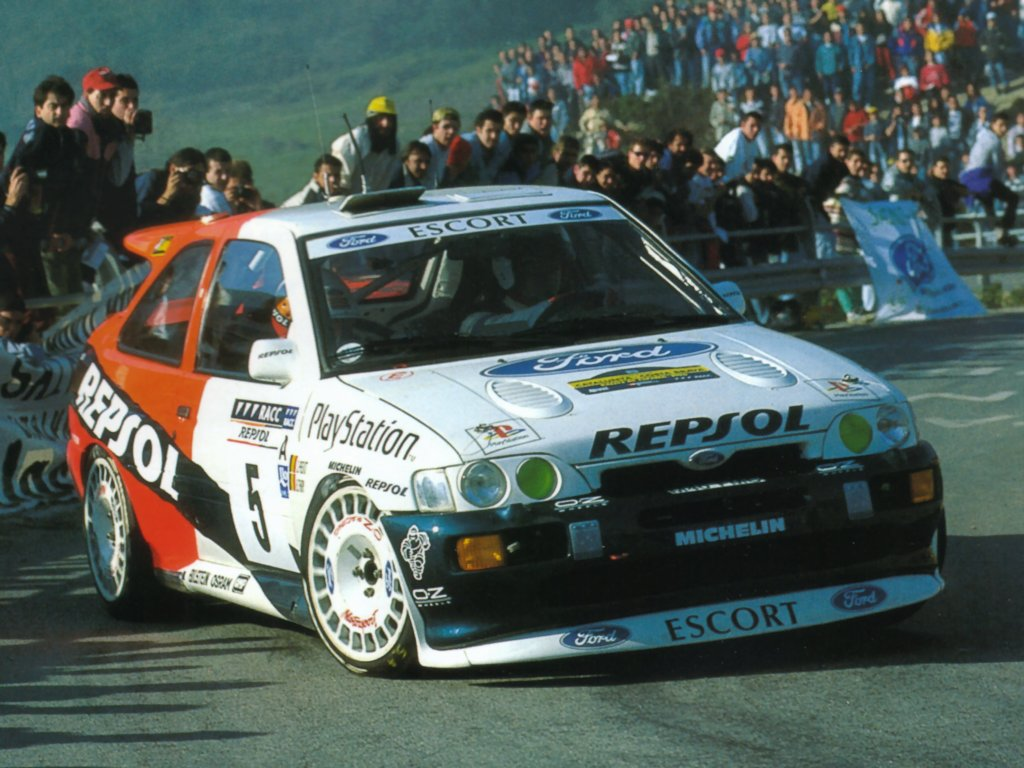
El belga Bruno Thiry con el Ford Escort RS Cosworth en la edición de 1996, con el que fue tercero.

En 1991 entró en el calendario del Campeonato del Mundo de Rally, aunque en ese primer año y el siguiente, solo fue puntuable para el campeonato de pilotos. Esa primera edición se desarrolló durante cuatro días y contó con 35 tramos y un total de 594 km cronometrados. El ganador fue el alemán Armin Schwarz con un Toyota Celica GT-4. La prueba se trasladó a noviembre y se disputó cerca de Gerona con un trazado mixto de asfalto y tierra. Al año siguiente Carlos Sainz y Juha Kankkunen llegaron a la prueba, la penúltima de esa temporada, con el título en juego. Sainz lideró toda la prueba y venció con una ventaja de 35 segundos sobre Kankkunen. En 1993 se introdujeron cambios importantes: se suprimieron los tramos de tierra y se superaron los cien inscritos. Ese año además se celebró una superespecial con público en el Circuito de Cataluña.
En 1994 la prueba se salió del calendario, debido a las rotaciones impuestas por la FIA durante tres años, por lo que solo fue puntuable para el Campeonato de 2 Litros. El vencedor de esa edición fue el italiano Enrico Bertone con un Toyota Celica Turbo 4WD. El podio lo completaron dos españoles: Oriol Gómez y Salvador Servià.
En 1995 la FIA impuso una única superficie para cada prueba y el Rally Cataluña empezó a disputarse solamente sobre asfalto a partir de esa año. Ese año se vivió una edición polémica. Sainz y Colin McRae, ambos compañeros en Subaru se jugaban el título y el jefe de equipo David Richards, decidió que Sainz ganara la prueba para luego jugarse el campeonato en Gran Bretaña. Sin embargo McRae no obedeció las órdenes de equipo y finalizando la prueba penalizó en un control cediendo la victoria a Carlos. Por otro lado el Toyota de Didier Auriol fue excluido tras la prueba por irregularidades en el turbo. La marca nipona además fue excluida del mundial. En las ediciones de 1995 y 1996 la prueba fue considerada la mejor prueba del mundial.
En 1997 pasó de celebrarse en otoño a primavera, justo después del Rally de Portugal. Ese mismo año la FIA introdujo una nueva categoría en el campeonato del mundo: el World Rally Car. Los vehículos de esta categoría debutaron en la primera cita del año, Montecarlo. Sin embargo, en algunas pruebas como el Rally Cataluña los grupo A siguieron sumando victorias. Tommi Mäkinen venció con su Mitsubishi Lancer EVO IV, siendo además el primer finés que lograba la victoria en la prueba española.

### Rally Catalunya-Costa Daurada

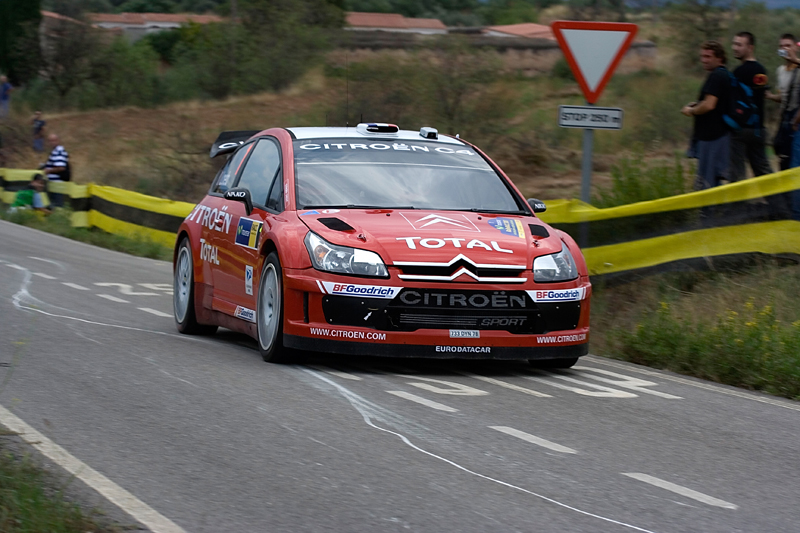
El francés Sébastien Loeb logró en 2007 su tercera victoria consecutiva en Cataluña, la primera con el Citroën C4 WRC.

En el año 2005, se produjeron cambios importantes en la prueba. La FIA introdujo de nuevo cambios en el campeonato. Las pruebas tenían que disputarse en fin de semana y obligó un único punto de asistencia, con lo que la organización del rally decidió cambiar su ubicación, que era en Gerona desde el 2002, y lo trasladó a Salou, en Tarragona, con la base en el aparcamiento de PortAventura Park. También se exigió que la seguridad fuera superior, debido a la cantidad de público que había en los últimos años. Como consecuencia, el rally pasó a llamarse «Rally Catalunya-Costa Daurada». La prueba tenía tramos diversos, rápidos y en asfalto con buen firme. Aun así, en ese primer año de cambio de ubicación, el tramo El Lloar-La Figuera se suspendió por excesiva afluencia de espectadores.
La edición 2005 fue la primera victoria del francés Sébastien Loeb, que inició la llamada "era Loeb", que dominaría la prueba ocho años consecutivos, siempre con la marca Citroën, pero con tres automóviles diferentes. Al año siguiente de nuevo Loeb se impuso con el Citroën Xsara WRC en esa ocasión acompañado en el podio por su compañero de equipo, el español Dani Sordo que lograba su primer podio en el mundial. Tercero fue el finés Marcus Grönholm con el Ford Focus RS WRC 06. En 2007 Loeb sumó su tercera victoria en Cataluña, la primera de las cuatro que lograría con el Citroën C4 WRC. El podio lo completaron, al igual que en 2006, Dani Sordo que terminó a solo trece segundos, y Marcus Grönholm. Sébastien Loeb lideró el rally de principio a fin en la edición de 2007 sumando la cuarta victoria en Cataluña y por tercer año secundado en el podio por Dani Sordo.
En 2010 la prueba recuperó el formato mixto con tramos de asfalto y tierra, hecho no que ocurría desde la edición de 1992.
Con Sébastien Loeb retirado, en 2013 el también francés Sébastien Ogier con el Volkswagen Polo R WRC consiguió su primera victoria en Cataluña. El podio lo completaron, Jari-Matti Latvala, compañero de equipo de Ogier y el finés Mikko Hirvonen con el Citroën DS3 WRC. Ogier repitió triunfo en 2015 con idéntico podio y luego su el noruego Andreas Mikkelsen consiguió su primer triunfo en el mundial y en 2016 Ogier dio al Polo R WRC su cuarta victoria consecutiva en el Cataluña, esta vez secundado en el podio por Dani Sordo y Thierry Neuville. 
En 2017 el británico Kris Meeke se impuso por delante de Ogier y Ott Tänak con el Citroën C3 WRC, vehículo que lograría otra victoria en 2018 en esta ocasión con Sébastien Loeb a volante, en una edición muy disputada y en 2018 Sébastien Loeb logra su novena victoria en el Cataluña.
Días antes de la celebración de la 55.ª edición, la organización anunció la salida del rally para la temporada 2020 y su regreso en 2021 debido a las rotaciones impuestas por la FIA. La prueba además regresaría sin el formato mixto es decir, con el itinerario enteramente sobre asfalto. El belga Thierry Neuville lograría su primera victoria en la prueba española, acompañado en el podio por el estonio Ott Tänak, que lograría además proclamarse campeón del mundo matemáticamente, a falta de una prueba por disputarse. El español Dani Sordo completó el podio.

## Palmarés
| Año                             | Edición                                    | Piloto                    | Copiloto                        | Automóvil                           | Series            |
| Volta a Catalunya               | Volta a Catalunya                          | Volta a Catalunya         | Volta a Catalunya               | Volta a Catalunya                   | Volta a Catalunya |
| ------------------------------- | ------------------------------------------ | ------------------------- | ------------------------------- | ----------------------------------- | ----------------- |
| 1916                            | 1.ª Volta a Catalunya                      | Carlos de Heredia         |                                 | NSU (1 °Categoría)                  |                   |
| 1916                            | 1.ª Volta a Catalunya                      | Marc L'Huillier           | Acompañantes                    | Elizalde 15/20 HP (2 °Categoría)    |                   |
| 1917                            | 2.ª Volta a Catalunya                      | Alfonso Llobet            | Acompañantes                    | Elizalde 15/20 HP (1 °Categoría)    |                   |
| 1917                            | 2.ª Volta a Catalunya                      | Julio Marial José Freixa  |                                 | Hispano-Suiza Lancia (2 °Categoría) |                   |
| 1919                            | 3.ª Volta a Catalunya                      | Salvador Elizalde         | Ramón Fernández Haro            | Elizalde (1 °Categoría)             |                   |
| 1919                            | 3.ª Volta a Catalunya                      | Joaquín Molins            |                                 | Elizalde (2 °Categoría)             |                   |
| 1920                            | 4.ª Volta a Catalunya                      | Juan Mata                 | Vicente de Arana / Juan Fastlin | Stutz                               |                   |
| 1954                            | 5.ª Volta a Catalunya                      | Juan Fábregas Coll        | Arturo Elizalde                 | Panhard Dyna Z (Cat. T.)            |                   |
| 1955                            | 6.ª Volta a Catalunya                      | Antonio Roqué             | Miguel Par                      | Lancia Aurelia B20 Coupé (Cat. S)   |                   |
| 1956                            | 7.ª Volta a Catalunya                      | Fernando Roqué            | Alfonso Mª Marimón              | Alfa Romeo Giulietta (Cat. GT)      |                   |
| Rally Cataluña                  |                                            |                           |                                 |                                     |                   |
| 1957                            | 1.º Rallye Cataluña-8.º Volta a Catalunya  | Sebastià Salvadó          | «Milano» (Guillermo Bas)        | Alfa Romeo 1900 S                   | España            |
| 1958                            | 2.º Rallye Cataluña-9.º Volta a Catalunya  | Luciano Eliakin           | Augusto Lluch                   | Saab 93                             | España            |
| 1959                            | 3.º Rallye Cataluña-10.º Volta a Catalunya | Alex Soler-Roig           | Manuel Romagosa                 | Porsche 356 Carrera                 | España            |
| 1960                            | 4.º Rallye Cataluña-11.º Volta a Catalunya | Max Hohenlohe             | Augusto Lluch                   | BMW 700 Coupé                       | España            |
| 1961                            | 5.º Rallye Cataluña-12.º Volta a Catalunya | Joan Fernández            | Ramón Grifoll                   | BMW 700 Coupé                       | España            |
| 1962                            | 6.º Rallye Cataluña-13.º Volta a Catalunya | «Clery» (Antonio Grifoll) | «Cala» (Calamanda Rosell)       | BMW 700 Coupé                       | España            |
| 1963                            | 7.º Rallye Cataluña-14.º Volta a Catalunya | Jorge Palau-Ribes         | Jorge Palou                     | Fiat Abarth 850 TC                  | España            |
| 1964                            | 8.º Rallye Cataluña-15.º Volta a Catalunya | Jaime Juncosa             | Salvador Cañellas               | Fiat Abarth 1000                    | España            |
| Entre 1965 y 1972 no se celebró |                                            |                           |                                 |                                     |                   |
| 1973                            | 9.º Rallye Catalunya-Rallye de les Caves   | Salvador Cañellas         | Daniel Ferrater                 | SEAT 1430-1800                      | España            |
| 1974                            | 10.º Rallye Catalunya-Rallye de les Caves  | Marc Etchebers            | Marie-Ch. Etchebers             | Porsche 911 Carrera RS              | España            |
| 1975                            | 11.º Rallye Catalunya-Rallye de les Caves  | Antonio Zanini            | Eduardo Martínez-Adam           | SEAT 1430-1800                      | España            |
| 1976                            | 12.º Rallye Catalunya-Rallye de les Caves  | Jorge de Bagratión        | Manuel de Barbeito              | Lancia Stratos HF                   | España            |
| 1977                            | 13.º Rallye Catalunya-Rallye de les Caves  | Antonio Zanini            | Juan José Petisco               | SEAT 124-2100                       | España            |
| 1978                            | 14.º Rallye Catalunya-Rallye de les Caves  | Antonio Zanini            | Juan José Petisco               | Fiat 131 Abarth                     | España            |
| 1979                            | 15.º Rallye Catalunya-Rallye de les Caves  | Beny Fernández            | José Luis Sala                  | Fiat 131 Abarth                     | España            |
| 1980                            | 16.º Rallye Catalunya-Rallye de les Caves  | Antonio Zanini            | Jordi Sabater                   | Porsche 911 SC                      | España, ERC       |
| 1981                            | 17.º Rallye Catalunya-Rallye de les Caves  | Eugenio Ortiz             | Guillermo Barreras              | Renault 5 Turbo                     | España, ERC       |
| 1982                            | 18.º Rallye Catalunya-Rallye de les Caves  | Antonio Zanini            | Víctor Sabater                  | Talbot Sunbeam Lotus                | España, ERC       |
| 1983                            | 19.º Rallye Catalunya-Rallye de les Caves  | Adartico Vudafieri        | Tiziano Siviero                 | Lancia Rally 037                    | España, ERC       |
| 1984                            | 20.º Rallye Catalunya                      | Salvador Serviá           | Jordi Sabater                   | Opel Manta 400                      | España, ERC       |
| 1985                            | 21.º Rallye Catalunya                      | Fabrizio Tabaton          | Luciano Tedeschini              | Lancia Rally 037                    | España, ERC       |
| 1986                            | 22.º Rallye Catalunya                      | Fabrizio Tabaton          | Luciano Tedeschini              | Lancia Delta S4                     | España, ERC       |
| 1987                            | 23.º Rallye Catalunya                      | Dario Cerrato             | Giuseppe Cerri                  | Lancia Delta HF 4WD                 | España, ERC       |
| 1988                            | 24.º Rally Catalunya-Costa Brava           | Bruno Saby                | Jean-François Fauchille         | Lancia Delta HF 4WD                 | España, ERC       |
| 1989                            | 25.º Rally Catalunya-Costa Brava           | Yves Loubet               | Jean-Marc Andrié                | Lancia Delta HF Integrale           | España, ERC       |
| 1990                            | 26.º Rally Catalunya-Costa Brava           | Dario Cerrato             | Giuseppe Cerri                  | Lancia Delta HF Integrale 16V       | España, ERC       |
| 1991                            | 27.º Rally Catalunya-Costa Brava           | Armin Schwarz             | Arne Hertz                      | Toyota Celica GT-4                  | España, WRC*      |
| 1992                            | 28.º Rally Catalunya-Costa Brava           | Carlos Sainz              | Luis Moya                       | Toyota Celica Turbo 4WD             | España, WRC*      |
| 1993                            | 29.º Rally Catalunya-Costa Brava           | François Delecour         | Daniel Grataloup                | Ford Escort RS Cosworth             | España, WRC       |
| 1994                            | 30.º Rally Catalunya-Costa Brava           | Enrico Bertone            | Massimo Chiapponi               | Toyota Celica Turbo 4WD             | España, C2L       |
| 1995                            | 31.º Rally Catalunya-Costa Brava           | Carlos Sainz              | Luis Moya                       | Subaru Impreza 555                  | España, WRC       |
| 1996                            | 32.º Rally Catalunya-Costa Brava           | Colin McRae               | Derek Ringer                    | Subaru Impreza 555                  | España, WRC       |
| 1997                            | 33.º Rally Catalunya-Costa Brava           | Tommi Mäkinen             | Seppo Harjanne                  | Mitsubishi Lancer Evolution IV      | España, WRC       |
| 1998                            | 34.º Rally Catalunya-Costa Brava           | Didier Auriol             | Denis Giraudet                  | Toyota Corolla WRC                  | España, WRC       |
| 1999                            | 35.º Rally Catalunya-Costa Brava           | Philippe Bugalski         | Jean-Paul Chiaroni              | Citroën Xsara Kit Car               | España, WRC       |
| 2000                            | 36.º Rally Catalunya-Costa Brava           | Colin McRae               | Nicky Grist                     | Ford Focus RS WRC '00               | España, WRC       |
| 2001                            | 37.º Rally Catalunya-Costa Brava           | Didier Auriol             | Denis Giraudet                  | Peugeot 206 WRC                     | WRC               |
| 2002                            | 38.º Rally Catalunya-Costa Brava           | Gilles Panizzi            | Herve Panizzi                   | Peugeot 206 WRC                     | WRC               |
| 2003                            | 39.º Rally Catalunya-Costa Brava           | Gilles Panizzi            | Hervé Panizzi                   | Peugeot 206 WRC                     | WRC               |
| 2004                            | 40.º Rally Catalunya-Costa Brava           | Markko Märtin             | Michael Park                    | Ford Focus RS WRC '04               | WRC               |
| 2005                            | 41.º RallyRACC Catalunya-Costa Daurada     | Sébastien Loeb            | Daniel Elena                    | Citroën Xsara WRC                   | WRC               |
| 2006                            | 42.º RallyRACC Catalunya-Costa Daurada     | Sébastien Loeb            | Daniel Elena                    | Citroën Xsara WRC                   | WRC               |
| 2007                            | 43.º RallyRACC Catalunya-Costa Daurada     | Sébastien Loeb            | Daniel Elena                    | Citroën C4 WRC                      | WRC               |
| 2008                            | 44.º RallyRACC Catalunya-Costa Daurada     | Sébastien Loeb            | Daniel Elena                    | Citroën C4 WRC                      | WRC               |
| 2009                            | 45.º RallyRACC Catalunya-Costa Daurada     | Sébastien Loeb            | Daniel Elena                    | Citroën C4 WRC                      | WRC               |
| 2010                            | 46.º RallyRACC Catalunya-Costa Daurada     | Sébastien Loeb            | Daniel Elena                    | Citroën C4 WRC                      | WRC               |
| 2011                            | 47.º RallyRACC Catalunya-Costa Daurada     | Sébastien Loeb            | Daniel Elena                    | Citroën DS3 WRC                     | WRC               |
| 2012                            | 48.º RallyRACC Catalunya-Costa Daurada     | Sébastien Loeb            | Daniel Elena                    | Citroën DS3 WRC                     | WRC               |
| 2013                            | 49.º RallyRACC Catalunya-Costa Daurada     | Sébastien Ogier           | Julien Ingrassia                | Volkswagen Polo R WRC               | WRC               |
| 2014                            | 50.º RallyRACC Catalunya-Costa Daurada     | Sébastien Ogier           | Julien Ingrassia                | Volkswagen Polo R WRC               | WRC               |
| 2015                            | 51.º RallyRACC Catalunya-Costa Daurada     | Andreas Mikkelsen         | Ola Floene                      | Volkswagen Polo R WRC               | WRC               |
| 2016                            | 52.º RallyRACC Catalunya-Costa Daurada     | Sébastien Ogier           | Julien Ingrassia                | Volkswagen Polo R WRC               | WRC               |
| 2017                            | 53.º RallyRACC Catalunya-Costa Daurada     | Kris Meeke                | Paul Nagle                      | Citroën C3 WRC                      | WRC               |
| 2018                            | 54.º RallyRACC Catalunya-Costa Daurada     | Sébastien Loeb            | Daniel Elena                    | Citroën C3 WRC                      | WRC               |
| 2019                            | 55.º RallyRACC Catalunya-Costa Daurada     | Thierry Neuville          | Nicolas Gilsoul                 | Hyundai i20 Coupe WRC               | WRC               |
| 2020                            | Edición cancelada                          | Edición cancelada         | Edición cancelada               | Edición cancelada                   | SCER, CERA        |
| 2021                            | 56.º RallyRACC Catalunya-Costa Daurada     | Thierry Neuville          | Martijn Wydaeghe                | Hyundai i20 Coupe WRC               | WRC               |
| 2022                            | 57.º RallyRACC Catalunya-Costa Daurada     | Sébastien Ogier           | Benjamin Veillas                | Toyota GR Yaris Rally1              | WRC, ERC          |
| 2023                            | 58.º RallyRACC Catalunya-Costa Daurada     | Pepe López                | Borja Rozada                    | Hyundai i20 Rally2                  | S-CER             |
| 2024                            | 59.º RallyRACC Catalunya-Costa Daurada     | Alejandro Chacón          | Borja Rozada                    | Toyota Yaris GR Rally2              | S-CER CERT        |
| [ 2 ] [ 19 ] [ 20 ]             |                                            |                           |                                 |                                     |                   |

- En 1991 y 1992 sólo fue puntuable para el Campeonato de Pilotos.

### Ganadores
| # | Piloto           | Victorias | Años                                                 |
| - | ---------------- | --------- | ---------------------------------------------------- |
| 1 | Sébastien Loeb   | 9         | 2005, 2006, 2007, 2008, 2009, 2010, 2011, 2012, 2018 |
| 2 | Antonio Zanini   | 5         | 1975, 1977, 1978, 1980, 1982                         |
| 3 | Sébastien Ogier  | 4         | 2013, 2014, 2016, 2022                               |
| 4 | Fabrizio Tabaton | 2         | 1985, 1986                                           |
| 4 | Dario Cerrato    | 2         | 1987, 1990                                           |
| 4 | Carlos Sainz     | 2         | 1992, 1995                                           |
| 4 | Colin McRae      | 2         | 1996, 2000                                           |
| 4 | Didier Auriol    | 2         | 1998, 2001                                           |
| 4 | Gilles Panizzi   | 2         | 2002, 2003                                           |
| 4 | Thierry Neuville | 2         | 2019, 2021                                           |